# کاژیمیش کروکوفسکی
کاژیمیش کروکوفسکی (لهستانی: Kazimierz Krukowski؛ ‏تلفظ لهستانی: [kaˈʑimjɛʂ]؛ ‏ ۲ فوریه ۱۹۰۱ – ۲۴ دسامبر ۱۹۸۴) بازیگر، کارگردان نمایش و خواننده-ترانه‌پرداز اهل لهستان بود.
از فیلم‌ها یا برنامه‌های تلویزیونی که وی در آن نقش داشته‌است می‌توان به الفبای عشق و شوهرم امشب چه می‌کند؟ اشاره کرد.
وی همچنین برندهٔ جوایزی همچون نشان چهلمین سالگرد خلق لهستان شده‌است.